# Сельниця (річка)
Сельниця — річка в Україні у Вишгородському районі Київської області. Права притока річки Дніпра (басейн Дніпра).

## Опис
Довжина річки приблизно 10,23 км, найкоротша відстань між витоком і гирлом — 8,40  км, коефіцієнт звивистості річки — 1,22 . Формується декількома струмками та загатами.

## Розташування
Бере початок на північно-східній стороні від села Федорівки у заболоченій місцині хвойного лісу. Тече переважно на південний схід і на південно-західній околиці села Толокунь впадає у річку Дніпро (Київське водосховище).